# C/2011 Q1 (PANSTARRS)
C/2011 Q1 (PANSTARRS) — одна з довгоперіодичних комет. Комета була відкрита 20 серпня 2011 року, коли мала 20.6m.